# Polskie Towarzystwo Zoologiczne
Polskie Towarzystwo Zoologiczne (ang. Polish Zoological Society), w skrócie PTZool – organizacja pozarządowa, stowarzyszenie zrzeszające polskich zoologów, założone w 1937. 
Podstawowe zadania statutowe to pielęgnowanie, rozwijanie i popularyzowanie nauk zoologicznych. Obecną siedzibą towarzystwa jest Wrocław.
PTZool wydaje czasopisma naukowe: 
- „Zoologica Poloniae” – kwartalnik
- „Przegląd Zoologiczny” – kwartalnik
- „The Ring” – kwartalnik
- „Notatki Ornitologiczne” – kwartalnik (obecnie Ornis Polonica)
- „Acta Ichthyologica et Piscatoria” – półrocznik

W ramach PTZool działa 12 oddziałów oraz sekcje:
- Sekcja Arachnologiczna
- Sekcja Etologiczna
- Sekcja Herpetologiczna
- Sekcja Ichtiologiczna
- Sekcja Ogrodów Zoologicznych
- Sekcja Ornitologiczna
- Sekcja Teriologiczna